# Glechoma hirsuta
Glechoma hirsuta là một loài thực vật có hoa trong họ Hoa môi. Loài này được Waldst. & Kit. mô tả khoa học đầu tiên năm 1804.

## Hình ảnh

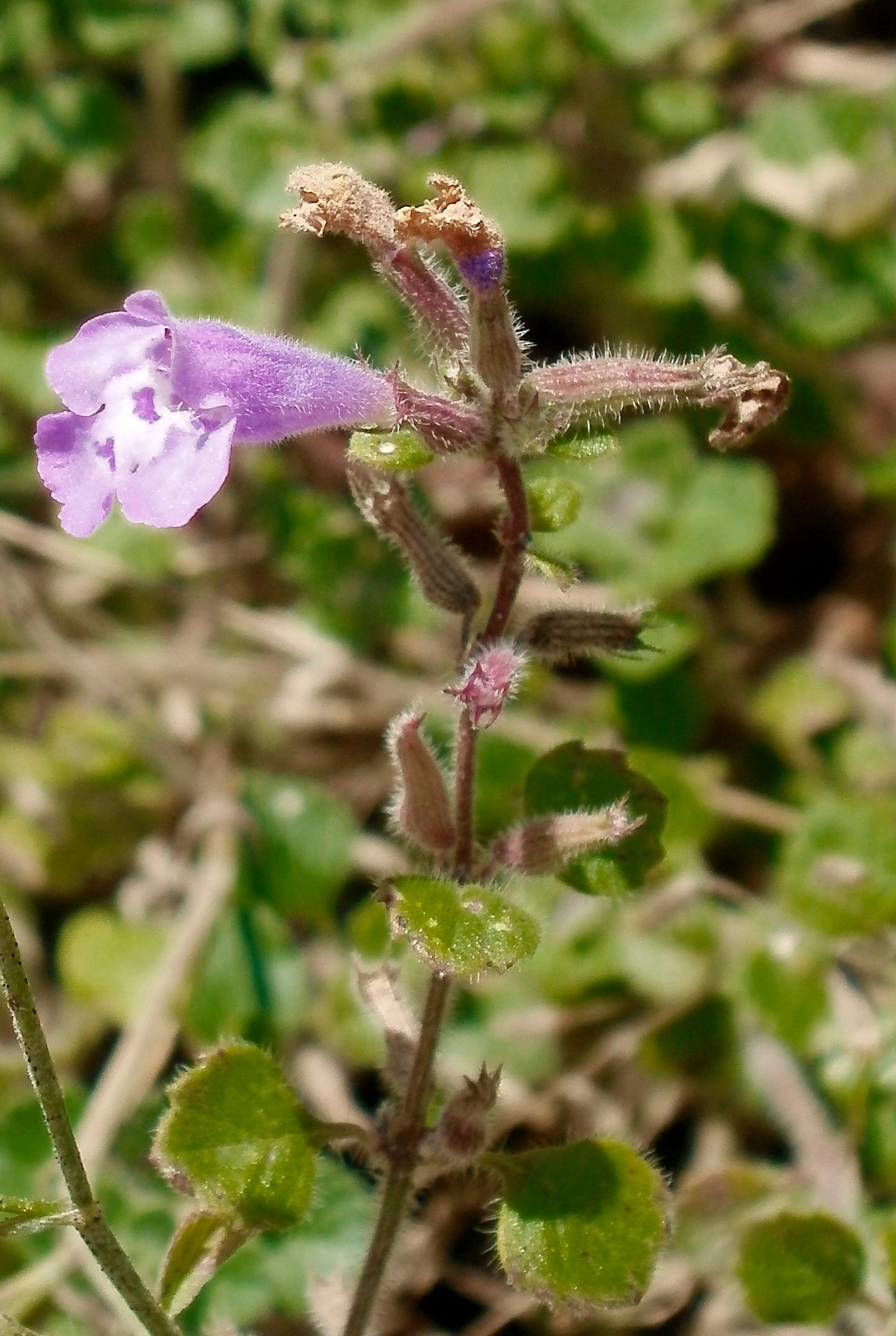
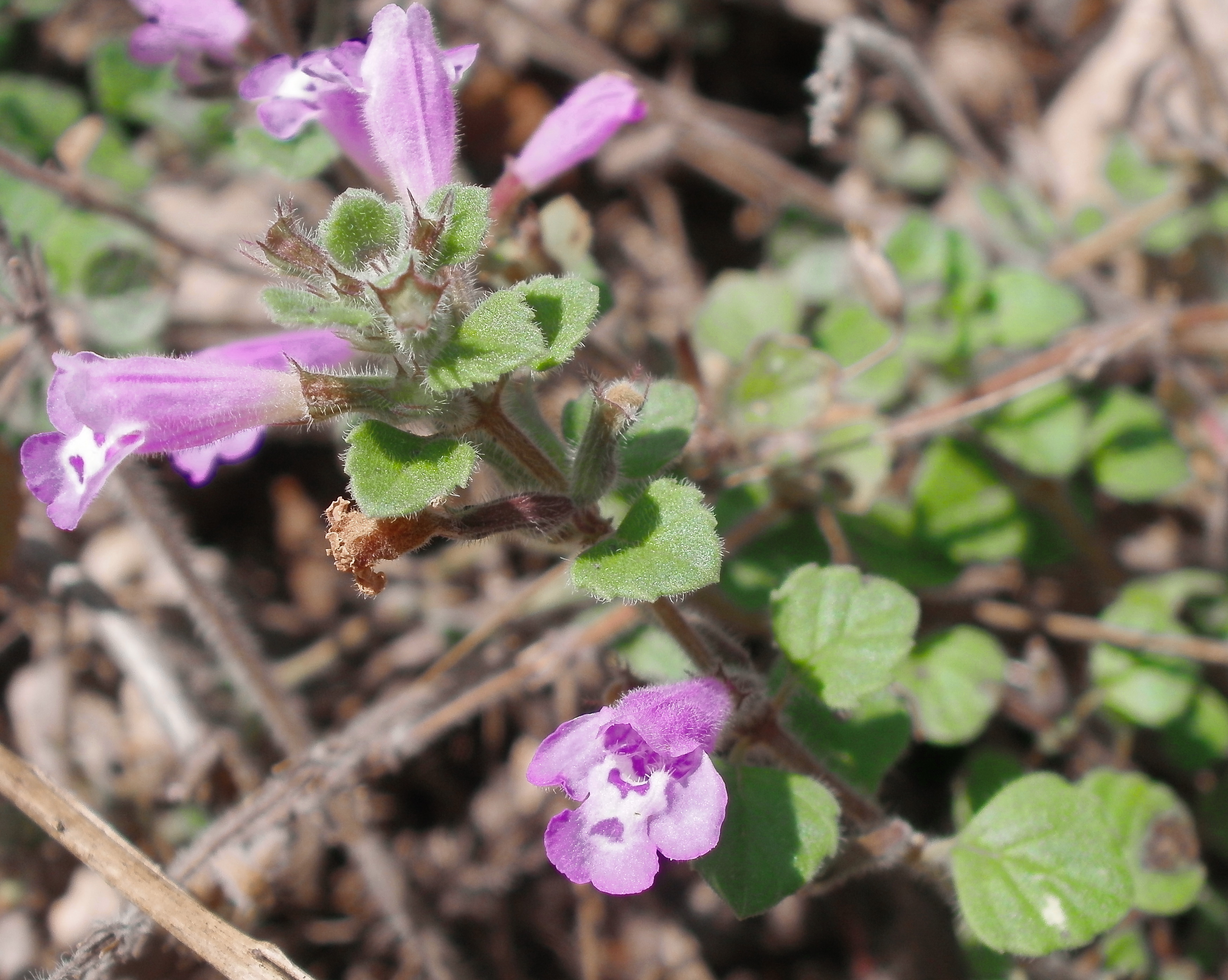